# Xhoana Bejko
Xhoana Bejko (beter gekend als Xhoi, geboren als Xhoana Plaku) (Tirana, 21 november) is een Albanese popzangeres.

## Biografie
Xhoana Bejko werd bekend bij het grote publiek toen ze in december 2008 samen met Emi Bogdos een versie zong van zijn liedje Kur buzët hënën e kafshojn op het Festivali i Këngës, de Albanese voorronde voor het Eurovisiesongfestival. Emi Bogdo eindigde later pas op een 17de plaats van de 20.
In 2013 nam ze deel aan Kënga Magjike met het nummer Ndjëj. Ze bereikte de finale van de competitie en kreeg daarin 385 punten, wat genoeg was voor de zeventiende plaats op 44 deelnemers.
In 2014 werd ze uitgekozen om Albanië te vertegenwoordigen op het Türkvizyonsongfestival 2014. Ze zal het liedje Hava ve ates zingen, wat Vuur en lucht betekent. Ze trad als zesde aan in de halve finale en eindigde op de negentiende plaats van vijfentwintig deelnemers, niet genoeg om naar de finale te gaan.
Op 7 november 2015 werd bekendgemaakt dat ze opnieuw werd uitgekozen om haar land te vertegenwoordigen op het festival, voor de editie in 2015, ditmaal in Istanboel. Ze zal ditmaal een duet zingen met Visar Rexhepi. Ze zullen het Turkse lied Adi hasret ten gehore brengen. Het duet eindigde op een achtste plaats.
Xhoi heeft twee kinderen.
2014: Xhoi · 
2015: Xhoi Bejko & Visar Rexhepi ·
2020: Ilire Ismajli